# XIe gouvernement de la République (Espagne)
Seconde République espagnole
Lerroux IV Lerroux VI
Le XIe gouvernement de la République est le gouvernement de la République espagnole en fonction le 4 avril 1935 au 6 mai 1935.

## Composition
| Portefeuille                                         | Titulaires | Titulaires                              | Parti |
| ---------------------------------------------------- | ---------- | --------------------------------------- | ----- |
| Président du Conseil                                 |            | Alejandro Lerroux                       | PRR   |
| Ministre d'État                                      |            | Juan José Rocha García                  | PRR   |
| Ministre de la Justice                               |            | Vicente Cantos Figuerola (es)           | PRR   |
| Ministre de la Guerre                                |            | Carlos Masquelet                        | sans  |
| Ministre de la Marine                                |            | Francisco Javier de Salas González (es) | sans  |
| Ministre de l'Économie et des Finances               |            | Alfredo de Zavala y Lafora (es)         | PRLD  |
| Ministre du Gouvernement                             |            | Manuel Portela Valladares               | sans  |
| Ministre de l'Instruction Publique et des Beaux-arts |            | Ramón Prieto Bances (es)                | sans  |
| Ministre des Travaux publics                         |            | Rafael Guerra del Río (es)              | PRR   |
| Ministre du Travail et de la Santé                   |            | Eloy Vaquero Cantillo (es)              | PRR   |
| Ministre de l'Agriculture                            |            | Juan José Benayas (es)                  | PAE   |
| Ministre de l'Industrie et du Commerce               |            | Manuel Marraco Ramón (es)               | PRR   |
| Ministre des Communications                          |            | César Jalón Aragón (es)                 | PRR   |